# Přádelna bavlny a barevna bratří Grohmannů
Přádelna bavlny a barevna bratří Grohmannů se nacházely v Benešově nad Ploučnicí, okres Děčín.

## Historie
Úspěšní podnikatelé bratři Martin (1840–1914) a Theodor (1844–1919) Grohmannové rozšířili své působiště mimo Bystřany na Teplicku (přádelna a barevna) a v roce 1876 postavili v Benešově nad Ploučnicí v blízkosti nádraží barevnu příze tureckou červení. V roce 1883 byla k podniku připojena barevna firmy Pietschmann. V roce 1882 byla postavena přádelna bavlny a v roce 1889 byla postavena druhá přádelna. Přádelny řídil ředitel Franz Schubert-Spiegel (1844–1913) až do roku 1910. V období krize v roce 1930 byl provoz zastaven. V roce 1940 byl provoz obnoven říšskými úřady, kdy byla továrna spojena s firmou Mattausch. V období druhé světové války byli v závodech nuceně nasazeni Italové, kteří zde i bydleli. Po ukončení války komplex přešel pod národní podnik Benar, závod 02. Provoz byl ukončen v roce 2006.
V roce 1888 bratři Grohmannové koupili velkostatek a Dolní zámek od jeho poslední majitelky hraběnky Aloisie Černínové. Zámek sloužil jako obytný dům pro úředníky a kanceláře. 

## Popis
Přádelnu tvořila čtyřpodlažní budova, která měla kapacitu 12 000 vřeten. Byla postavena v anglickém stylu (double mill), to je s vlastní strojovnou, která byla napojena na novou kotelnu. Ve své době to byla největší textilní budova v Evropě. Po rozšíření v roce 1910 byla kapacita 56 000 vřeten. Textilní stroje poháněly čtyři parní stroje s celkovým výkonem 1 400 koňských sil. Od roku 1891 byla uvedena do provozu dynama, která zabezpečovala osvětlení provozu. V roce 1894 bylo uvedeno do provozu protipožární sprinklerové zařízení. V areálu stojí cihlový komín, vysoký 46 metrů, postavený v druhé polovině 19. století. Oktagonální dřík s hlavicí stojí na čtvercovém hranolovém podstavci, který je dělen římsami ve třech úrovních.